# 三里河 (东城区)

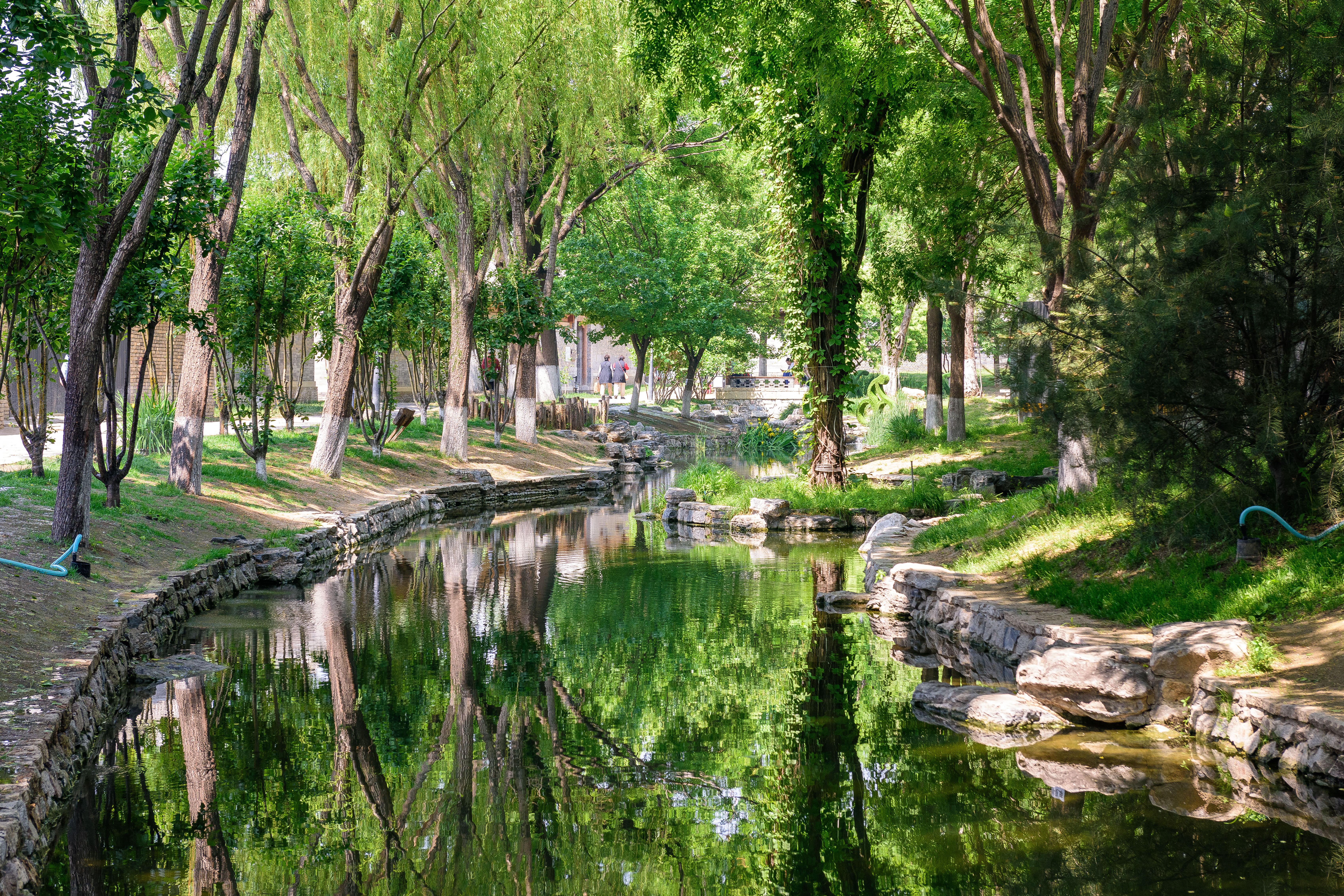
东城三里河绿化景观（2024年5月）

三里河是北京市东城区的一条河流，位于前门大街东侧，最初为元大都丽正门至文明门的“文明河”，明初因长期未疏浚，河道逐渐淤塞，直至正统年间重新开挖南护城河，在正阳桥东低洼处开挖壕口，因壕口距崇文门外大通桥约三里而称三里河。清朝时三里河被废弃，目前已经恢复部分河道。